# Ailo Gaup
Pour les articles homonymes, voir Gaup.
Ailo Gaup (né à Kautokeino le 18 juin 1944 et mort le 24 septembre 2014, est un auteur same d'expression norvégienne.
En 1982, un recueil de poèmes est publié chez Gyldendal sous le titre Le joik et le poignard.
Vient ensuite en 1988 son premier roman Trommereisen, traduit en français sous le titre Le tambour du chamane  (ISBN 978-2-912162-02-1) aux éditions Le reflet. Puis suit son deuxième roman Une nuit entre les jours en 2001 aux éditions Le reflet.